# Тарасенко, Василий Акимович
Васи́лий Аки́мович Тарасе́нко (18 апреля 1907, Сосница, Черниговская губерния — 2001, Киев) — советский украинский дипломат и историк. Представитель Украинской ССР в Совете Безопасности ООН. Заместитель министра иностранных дел УССР, чрезвычайный и полномочный посланник 2-го класса. Доктор исторических наук, профессор.

## Биография
В 1939 окончил исторический факультет Киевского педагогического института. После окончания университета находился на преподавательской работе.
Участник Великой Отечественной войны. Демобилизован в связи с ранением.
В 1943—1945 директор Запорожского педагогического института.
С мая 1945 года помощник министра иностранных дел УССР. С августа 1945 по январь 1946 представитель Украинской ССР в Европейском комитете Администрации помощи и восстановления Объединенных Наций (ЮНРРА).
С января по ноябрь 1946 представитель Украинской ССР в Экономическом и Социальном Совете Организации Объединенных Наций.
В 1946—1948 советник Посольства СССР в США. Входил в состав делегаций Украины на Генеральной Ассамблее ООН, с 1948 года руководитель делегации Украины на Генеральной Ассамблее ООН.
В 1948—1949 Представитель Украинской ССР в Совете Безопасности ООН. Был заместителем министра иностранных дел СССР.
С 1950 по 1984 заведующий кафедрой новой и новейшей истории Киевского университета. Автор трудов по вопросам внешней политики СССР и международных отношений в период после Второй мировой войны.
В 1959 году защитил диссертацию на соискание учёной степени кандидата исторических наук по теме «Атомная проблема во внешней политике США. (1945—1949 гг.)».

## Научные труды
- Тарасенко В. А. Атомная проблема во внешней политике США (1945-1949 гг.) / Министерство высшего образования УССР, Киевский государственный университет им. Т. Г. Шевченко. — К.: Изд-во Киевского гос. ун-та им. Т. Г. Шевченко, 1958. — 247 с.
- Очерки по новейшей истории Венгрии: Научные труды, посвящённые 25-летию освобождения Венгрии / Под общ. ред. профессоров В. А. Тарасенко и Д. Токоди. —  К.: Изд-во Киев. ун-та: Дебрецен, 1972. — 243 с.